# Lafare
Lafare is een gemeente in het Franse departement Vaucluse (regio Provence-Alpes-Côte d'Azur) en telt 110 inwoners (2009). De plaats maakt deel uit van het arrondissement Carpentras.

## Geografie
De oppervlakte van Lafare bedraagt 4,6 km², de bevolkingsdichtheid is dus 23,9 inwoners per km².
De onderstaande kaart toont de ligging van Lafare met de belangrijkste infrastructuur en aangrenzende gemeenten.

## Demografie
Onderstaande figuur toont het verloop van het inwonertal (bron: INSEE-tellingen).